# Chelicerca tantilla
Chelicerca tantilla är en insektsart som beskrevs av Ross 2003. Chelicerca tantilla ingår i släktet Chelicerca och familjen Anisembiidae. Inga underarter finns listade i Catalogue of Life.